# IC 4470
IC 4470 — галактика типу S? (спіральна галактика) у сузір'ї Мала Ведмедиця.
Цей об'єкт міститься в оригінальній редакції індексного каталогу.